# Särdal
Särdal is een plaats in Zweden, in de gemeente Halmstad in het landschap Halland en de provincie Hallands län. De plaats heeft 60 inwoners (2000) en een oppervlakte van 19 hectare.